# Демидов, Павел Павлович
Па́вел Па́влович Деми́дов, князь Сан-Донато (9 октября 1839, Веймар — 17 января 1885, вилла Пратолино под Флоренцией) — промышленник и благотворитель из рода Демидовых. В 1871—1872 и 1873—1874 годах исправлял должность киевского городского головы, действительный статский советник (1879), почётный гражданин Киева (1874), Курска и Флоренции. Главноуполномоченный Красного Креста в турецкую войну 1877—1878.

## Биография
Сын Павла Николаевича Демидова и Авроры Карловны, урождённой баронессы Шернваль фон Вален, родился 9 октября 1839 года в Веймаре. Крестник П. Я. Убри, его дочери Е. Марченко, Е. М. Фроловой-Багреевой и А. Н. Демидова. На втором году жизни лишился отца. Получил прекрасное домашнее образование. В 1856 году поступил в Санкт-Петербургский университет студентом юридического факультета, курс которого окончил в 1860 году со степенью кандидата. Поселившись в Париже, Павел Павлович продолжал здесь своё научное образование под руководством Лабуле, Франка и Бодрильяра.
С 1863 года исполнял обязанности сверхштатного секретаря при русском посольстве в Париже. В это время он купил виллу в Довиле и одновременно начал строить дворец на купленном им участке в самом центре Парижа на улице Жана Гужона. В 1865 году за участие в дуэльной истории, которая привлекла к себе внимание всего Парижа, камер-юнкер Демидов был переведён секретарем в Вену, опять сверх штата. В январе 1866 года был зачислен в штат.
Жизнь при дворе императора Франца-Иосифа требовала больших денежных трат. Друзья Демидова — князь Барятинский и граф Толстой — непрерывно брали у него деньги и не отдавали. Только в 1865—1866 годах Барятинский получил от Демидова почти миллион марок. Эти колоссальные траты привели к тому, что Демидов под страхом опеки над своим имуществом был вынужден продать виллу в Довиле и дворец в Париже.
В 1867 году Павел Павлович женился на княжне Марии Элимовне Мещерской, которая скончалась 26 июня 1868 года, через два дня после рождения сына Элима (1868—1943), впоследствии последнего посла Российской империи в Греции. Смерть жены была тяжелым ударом для Демидова. В это время у него появились утешители — отцы-иезуиты. Он стал очень религиозным, думал перейти в католичество и даже вступить в католический монашеский орден. В октябре 1868 года по совету матери он переехал в Париж, где в память о супруге учредил Мариинскую рукодельную мастерскую.
В 1869 году Демидов возвратился в Россию и поселился в Каменце-Подольском, где занял скромное место советника губернского правления. Лето 1870 года он провёл в Италии, где вступил в полное владение наследством от умершего своего дяди А. Н. Демидова. Осенью по долгу службы он вернулся в Каменец-Подольский. Вскоре, однако, переселился в Киев, где был избран сначала почётным мировым судьёй, а в 1871 году киевским городским головой.
В 1871 году Павел Павлович вступил во второй брак с княжной Еленой Петровной Трубецкой. От этого брака родилось шестеро детей, в том числе дочь Аврора, ставшая матерью югославского принца-регента Павла Карагеоргиевича. В сентябре 1872 года Демидов отказался от должности городского головы, его заменил Г. И. Эйсман, а весной 1873 года произошла обратная замена.
Пожалованный в августе 1873 года придворным званием «в должности егермейстера», Павел Павлович был избран в январе 1874 года гласным в киевскую городскую думу, однако отказался баллотироваться вновь на должность городского головы по нездоровью и поселился сначала в Санкт-Петербурге, а потом в своей вилле Сан-Донато, которую продолжал обогащать произведениями искусства.
2 июня 1872 года император Александр II разрешил Демидову использовать приобретённый в Италии титул князя Сан-Донато и носить два итальянских ордена — святых Маврикия и Лазаря и Короны Италии. В 1873 году он купил у наследников герцога Тосканского имение Пратолино и начал его восстанавливать. В начале русско-турецкой войны, Демидов вернулся в Киев и принял должность чрезвычайного уполномоченного от Общества Красного Креста. За свою деятельность он получил чин статского, а потом действительного статского советника и был награждён орденами Св. Анны 2-й ст. и Св. Станислава 1-й ст.
Во Флоренции Демидов открыл школы, приюты, устраивал дешёвые столовые для рабочих и другое. В 1879 году признательное население Флоренции поднесло Демидову золотую медаль с изображением его и его супруги и адрес, доставленный особой депутацией, в состав которой входили представители рабочих корпораций со значками. Муниципалитет по этому случаю избрал князя и княгиню Сан-Донато почётными гражданами Флоренции. Содержание двух имений в Италии требовало больших расходов. В 1880 году Демидов решил покинуть Флоренцию. Свою домашнюю церковь он пожертвовал православной церкви, а великолепную коллекцию в 1883 году продал на аукционе. Большие средства были потрачены на издание красочных каталогов аукционов, организацию торгов. Финансовый результат торгов оказался ничтожным. «Шесть недель под музыку трех оркестров разорялось Сан-Донато преимущественно в пользу французских и итальянских аферистов». Вилла при этом попала в русские руки, её приобрела миллионерша Е. Ф. Шаховская-Глебова-Стрешнева. Демидов тяжело переживал продажу Сан-Донато.
После убийства Александра II Демидов стал одним из организаторов тайной монархической организации «Священная дружина». Эта организация просуществовала полтора года. В 1883 году он вошёл в состав Комиссии для пересмотра законов о евреях и написал брошюру «Еврейский вопрос в России». Как владелец нижнетагильских заводов в Пермской губернии, Павел Павлович, заботясь об улучшении изделий отечественной горной промышленности, завёл первую фабрику бессемерования стали, чем поставил у себя выработку её на прочном основании. Научное и техническое обеспечение уральским заводам П. П. Демидова оказывали выдающиеся российские металлурги К. П. Поленов и В. Е. Грум-Гржимайло.

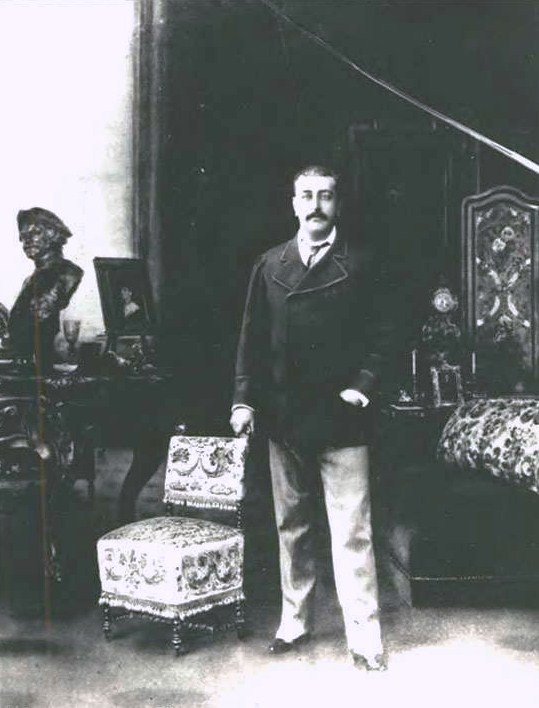
П. П. Демидов в интерьере

Последние месяцы жизни Демидов болел и жил на своей вилле Пратолино под Флоренцией. За несколько дней до кончины, почувствовав себя лучше, он выехал на охоту, после чего его болезнь обострилась. Из Швейцарии был вызван обучавшийся там Элим Павлович, который приехал к отцу 14 января. А 17 января 1885 года Павел Павлович Демидов скончался «от нарыва в печени». Тело его в сопровождении вдовы и А. О. Жонес-Спонвиля было перевезено в Россию и захоронено в цоколе Выйско-Никольской церкви в семейной усыпальнице Демидовых в Нижнем Тагиле.
Незадолго до смерти П. П. Демидова король Умберто I возвёл в княжеское достоинство всех сыновей и дочерей Павла Павловича. Старший сын Элим получил право носить титул князя Сан-Донато, а другим детям был присвоен титул князей и княжон Демидовых Сан-Донато.
Если верить дневнику Богданович, то ещё в начале 1880-х годов Демидов сошёлся с Екатериной Васильевной Муравьёвой (1862—1929), женой Н. В. Муравьёва, которая оставалась с ним до его смерти.

## Закат империи Демидовых
Предметы искусства и антиквариата виллы Пратолино, в которой Павел Демидов провел последние дни жизни, были проданы в 1969 году на аукционе «Sotheby’s». Сама вилла была продана годом позже провинции Флоренция. Уральские заводы после смерти Павла Павловича начали угасать. Особенно сильно на их финансовом состоянии сказался кризис 1900-х годов. В 1909 году Совет министров сообщил: 

«… некогда прочно поставленное горнозаводское предприятие Демидовых давно уже находится в состоянии полного упадка. Заводы ведутся крайне нехозяйственно, чрезвычайно задолжали, запущены в смысле технического оборудования и дезорганизованы в отношении управления. Рудники затоплены, плотина расхищается на глазах у заводоуправления в невероятном количестве. Сами владельцы заводов, стараясь извлечь возможно больше доходов, использовали их „на посторонние предприятиям цели“». 
В 1908 году наследники обратились к правительству с запросом о разрешении продать заводы французским промышленникам. Правительство было вынуждено выдать два кредита в 750 тысяч рублей.

## Награды
- Орден Святого Владимира 3-й степени (1874).
- Орден Святой Анны 2-й степени (1877).
- Орден Святой Анны 3-й степени (1867).
- Орден Святого Станислава 1-й степени (1883).
- Орден Святого Станислава 3-й степени (1865).
- Командор ордена Христа (Португалия, 1867)
- Кавалерский крест ордена Спасителя высшей степени с короной и бантом (Греция, 1868)
- Орден Святых Маврикия и Лазаря 1-й степени (Италия, 1872).
- Командорский крест 1-го класса ордена Полярной Звезды (Швеция, 1875).

## Семья

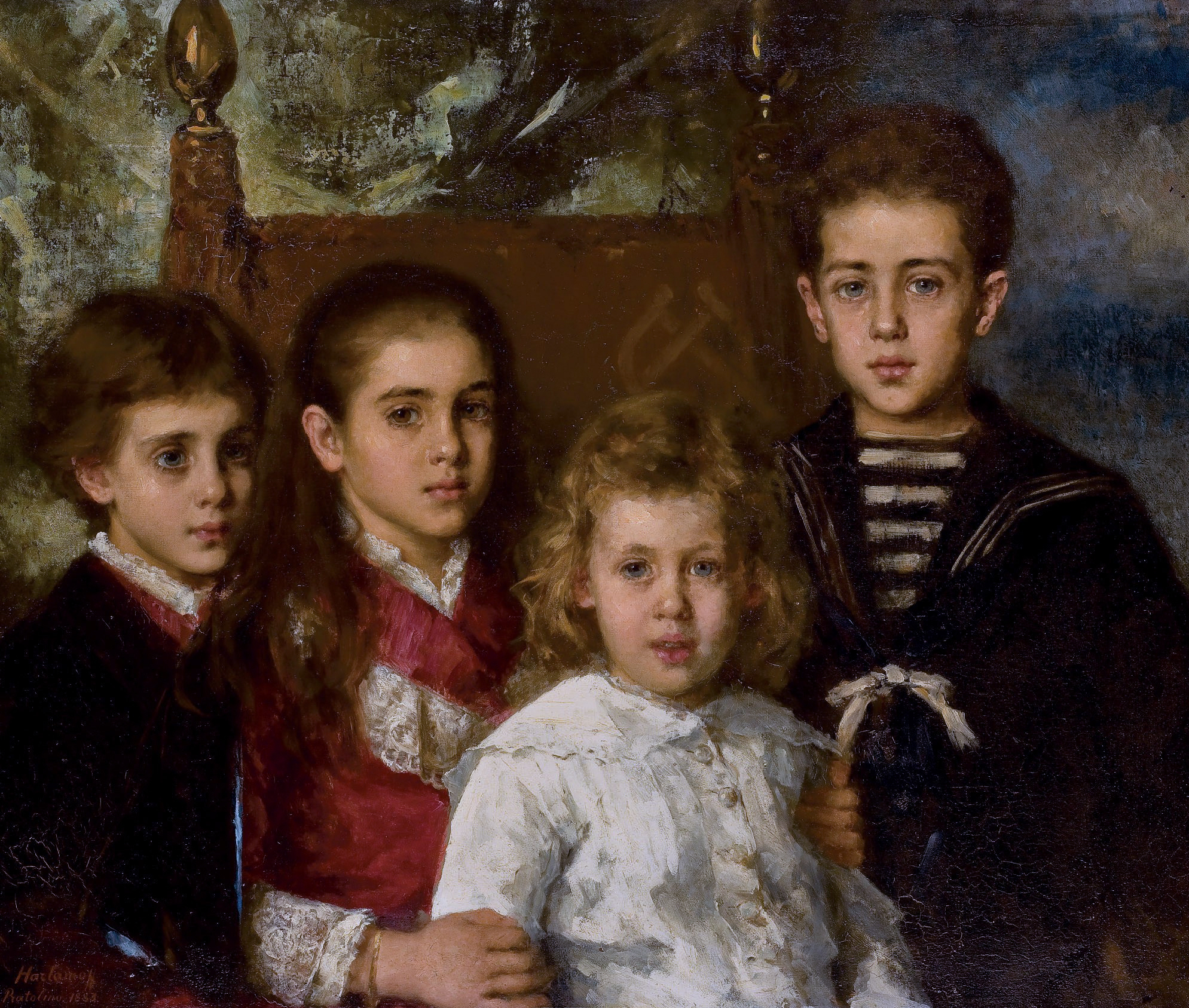
Павел, Аврора, Мария и Анатолий Демидовы. А. А. Харламов (1883)

Первая жена (с 07.06.1867) — княжна Мария Элимовна Мещерская (1844—1868), фрейлина, дочь князя Элима Петровича Мещерского и Варвары Степановны Жихаревой. Сын от этого брака:
- Элим Павлович (1868—1943) — женат на графине Софии Илларионовне Воронцовой — Дашковой (1870—1953), дочери наместника на Кавказе графа Иллариона Ивановича Воронцова-Дашкова и Елизаветы Андреевны, урождённой Шуваловой. После смерти отца был усыновлен меценатом и промышленником Ю. С. Нечаевым-Мальцовым. Был послом в Греции и попечителем Демидовского дома призрения.

Вторая жена (с 21.05.1871) — княжна Елена Петровна Трубецкая (1853—1917), дочь князя Петра Никитича Трубецкого и княжны Елизаветы Эсперовны Белосельской-Белозерской. Познакомилась с будущем мужем в Париже в 1870 году. С 1885 года была совладелицей Нижнетагильских и Луньевских заводов. В 1887 году по раздельному акту вышла из состава владельцев, за ней осталось имения во Флоренции и на Украине и 120 тыс. руб. ежегодной ренты. После смерти мужа жила с детьми в Киеве.
В обществе пользовалась дурной репутацией, и о ней много сплетничали. Говорили, что она открыто жила с архиепископом Иеронимом и даже в 1888 году родила от него дочь, которая жила в семье на правах воспитанницы. Чтобы положить конец всяким слухам, в Киев была назначена проверка. Елене Петровне было велено переехать с детьми в Одессу. «Демидова по прежнему питает страсть к Иерониму», — писала в 1898 году в своем дневнике А. В. Богданович, — «из Одессы она пропадает, никто не ведает куда она уезжает, и, говорят, тогда она скрывается в архиепископском доме. Её страсть к Иерониму напоминает страсть графини Орловой к Фотию».
В Одессе княгиня Демидова широко занимались благотворительностью. Была членом Женского благотворительного общества, состояла почётным членом благотворительного общества дам духовного звания Херсонской епархии, общества содействия физическому воспитанию детей и почётным членом общества исправительных приютов. Скончалась в июле 1917 года в Одессе и была похоронена на кладбище Архангело-Михайловского женского монастыря, которому многие годы оказывала значительную материальную помощь. Дети от этого брака:
- Никита Павлович (1872—1874)
- Аврора Павловна (1873—1904) — с 1 мая 1892 года супруга Арсена Карагеоргиевича (1859—1938);
- Анатолий Павлович (1874—1943) — с 1900 года женат на Евгении Клементьевне Подменер (1871—1958).
- Мария Павловна (22.01.1877—21.07.1955)[29], крестница императора Александра II и княгини Е. П. Кочубей, с 1897 года супруга князя Семёна Абамелек-Лазарева (1857—1916). После революции покровительствовала «Национальному дому для помощи инвалидам князя Абамелек-Лазарева», помогавшему русским эмигрантам. Поддерживала «Русскую колонию в Тоскане», также эмигрантскую организацию.
- Павел Павлович (1879—30.04.1909[30]), умер от последствий злокачественной лихорадки в Париже, похоронен там же на кладбище Пер-Лашез. Металлург В.Е. Грум-Гржимайло пишет о нём: "Павел Павлович, говорят, хорошо учился и собирался поступить в Горный институт. Не помню, поступил ли, или провалился на экзамене, или убоялся, — но, в конце концов, он оказался юнкером Гродненского полка и так вел себя, что полковой командир радехонек был, когда юнкер, наконец, ушел из полка. Затем он начал путешествовать. Поехал в Центральную Азию с каким-то англичанином на охоту и побил много каменных баранов. По дороге он остановился на день в Тагиле, чтобы показать тягу на вальдшнепов. Потом поехал в Африку и скоро умер”[31]
- Елена Павловна (29.05.1884—1959) — родилась во Флоренции, крестница А. П. Демидовой[32], с 1903 по 1907 годы замужем за графом Александром Павловичем Шуваловым (1881—1935); во втором браке за Николаем Алексеевичем Павловым (1866—1931)[33].